# Labang (Labang)
Labang is een bestuurslaag in het regentschap Bangkalan van de provincie Oost-Java, Indonesië. Labang telt 1976 inwoners (volkstelling 2010).